# Age of the Joker
Age of the Joker es el décimo álbum de estudio de la banda alemana de power metal Edguy, lanzado en 2011. El grupo editó un vídeo musical del primer tema del disco llamado Robin Hood.

## Listado de canciones
Todas las letras escritas por Tobias Sammet, toda la música compuesta por Tobias Sammet excepto "God Fallen Silent", escrita por Jens Ludwig. 
| N.º   | Título                               | Duración |  |
| 1.    | «Robin Hood»                         | 8:24     |  |
| 2.    | «Nobody's Hero»                      | 4:31     |  |
| 3.    | «Rock of Cashel»                     | 6:18     |  |
| 4.    | «Pandora's Box»                      | 6:45     |  |
| 5.    | «Breathe»                            | 5:03     |  |
| 6.    | «Two Out of Seven»                   | 4:27     |  |
| 7.    | «Faces in the Darkness»              | 5:22     |  |
| 8.    | «The Arcane Guild»                   | 4:58     |  |
| 9.    | «Fire on the Downline»               | 5:47     |  |
| 10.   | «Behind the Gates to Midnight World» | 8:56     |  |
| 11.   | «Every Night Without You»            | 4:52     |  |
| 65:34 |                                      |          |  |

| Bonus Disc (Disponible en ediciones especial y limitada del álbum) |                                            |          |  |
| N.º                                                                | Título                                     | Duración |  |
| 1.                                                                 | «God Fallen Silent»                        | 5:04     |  |
| 2.                                                                 | «Aleister Crowley Memorial Boogie»         | 4:34     |  |
| 3.                                                                 | «Cum on Feel the Noize (Versión de Slade)» | 3:53     |  |
| 4.                                                                 | «Standing in the Rain»                     | 4:02     |  |
| 5.                                                                 | «Robin Hood (Single Version)»              | 4:54     |  |
| 6.                                                                 | «Two Out of Seven (Single Version)»        | 3:39     |  |

## Formación
- Tobias Sammet – Voces
- Jens Ludwig – Guitarra, Dobro (en "Pandora's Box")[6]
- Dirk Sauer – Guitarra rítmica
- Tobias "Eggi" Exxel – Bajo
- Felix Bohnke – Batería

### Músicos invitados
Eddy Wrapiprou – Sintetizadores
Miro Rodenberg - Orquestación
Sascha Paeth - Keyboards
Cloudy Yang - Coros